# Großer Pyhrgas
Der Große Pyhrgas ist ein markanter Berg in den Ennstaler Alpen an der Grenze zwischen der Steiermark und Oberösterreich. Mit einer Höhe von 2244 m ü. A. ist er der höchste Gipfel und Westpfeiler der Haller Mauern.

## Geographie
Die geräumige Gipfelregion des Großen Pyhrgas bietet ein umfassendes Panorama mit beeindruckenden Perspektiven auf die Gesäuse-Gipfel, das Tote Gebirge und das Dachsteinmassiv. Bei besonders günstigen Bedingungen reicht der Blick bis zum Mühlviertel nördlich der Donau sowie zur Glocknergruppe in den Hohen Tauern.
Auf der oberösterreichischen Seite des Großen Pyhrgas stehen drei Schutzhütten: die Hofalmhütte (1305 m), das Rohrauer Haus (1308 m) und die Bosruckhütte (1036 m).

## Namensherkunft
Im Keltischen steht Pyr für ‚Berg‘, was möglicherweise auf keltische Herkunft hinweist, aber auch eine slawische Abstammung des Bergnamens ist denkbar, denn prěgazъ bedeutet in der südslawischen Sprachenfamilie ‚Übergang‘.

## Anstiege
Auf den Großen Pyhrgas führen drei markierte Anstiege.
- Am einfachsten ist der Weg über den Westrücken. Er beginnt knapp südlich oberhalb der Hofalmhütte und erfordert (wegen des hochalpinen Geländes) lediglich ausreichende Trittsicherheit.
- Der Hofersteig beginnt am Pyhrgasgatterl nahe dem Rohrauerhaus und führt durch die steile Südflanke des Großen Pyhrgas. Vor dem Erreichen des Westrückens weist er im steilen felsdurchsetzten Schrofengelände einfache versicherte Abschnitte (maximale Schwierigkeit: A-B) sowie ungesicherte Felsstufen (Schwierigkeitsgrad 1-) auf.[3]
- Der Bad-Haller-Steig von der Gowilalm nördlich des Großen Pyhrgas quert zunächst die steile Westflanke des Kleinen Pyhrgas und führt dann in das ausgedehnte schuttbedeckte Holzerkar. Nach dem Anstieg über die felsige Ostflanke des Großen Pyhrgas erreicht der Steig den Nordgrat, der unmittelbar beim Gipfel endet. Auch diese Route weist mehrere einfache versicherte Abschnitte auf.[4]

Am häufigsten werden der Hofersteig im Aufstieg sowie der Westrücken im Abstieg begangen.
- Der Verbindungsgrat vom Kleinen Pyhrgas zum Großen Pyhrgas weist mehrere Stellen im 2. Schwierigkeitsgrad auf und erfordert daher Kletterkenntnisse sowie Erfahrung im ausgesetzten Felsgelände.